# ¡Decídete!
¡Decídete! è il terzo album ufficiale di Luis Miguel pubblicato nel 1983.

## Descrizione
La produzione è di Honorio Herrero e Luisito Rey; figura anche il brano El Brujo un adattamento della canzone di Joey Levine e Arthur Resnick (Yummy Yummy Yummy). Altri autori hanno partecipato come Luis G. Escolar, Julio Seijas e José Ramón García Florez.

## Tracce
1. ¡Decídete! – 2:59 (testo: Honorio Herrero – musica: Honorio Herrero)
2. Lupe – 3:06 (testo: Honorio Herrero – musica: Honorio Herrero)
3. No me puedes dejar así – 3:21 (testo: Honorio Herrero, Luis G. Escolar – musica: Honorio Herrero, Luis G. Escolar)
4. Safari – 3:21 (testo: Luis G. Escolar, Julio Seijas – musica: Luis G. Escolar, Julio Seijas)
5. Bandido Cupido – 2:15 (testo: Honorio Herrero – musica: Honorio Herrero)
6. Campeón – 3:31 (testo: Honorio Herrero, Luis G. Escolar – musica: Honorio Herrero, Luis G. Escolar)
7. El brujo (Yummy Yummy Yummy) – 3:31 (testo: Joey Levine, Arthur Resnick – adatt. spagnolo: Honorio Herrero – musica: Joey Levine, Arthur Resnick)
8. En Japon – 3:01 (testo: Honorio Herrero – musica: Honorio Herrero)
9. Soy como soy – 3:04 (testo: José Ramón García Florez – musica: José Ramón García Florez)
10. Mini amor – 3:25 (testo: Luis G. Escolar, Julio Seijas – musica: Luis G. Escolar, Julio Seijas)